# Beni Beach
Beni Beach es un rascacielos residencial situado en Benidorm, frente a la Playa de Poniente. Mide 110 metros, y fue terminada en 1996, siendo en ese momento el tercer edificio más alto de la ciudad, tras la Torre Levante y Costa Blanca 1. Actualmente, es el decimosexto edificio más alto de Benidorm.

## Descripción
Las zonas comunes de este complejo residencial tienen piscinas y zonas de jardín. El rascacielos tiene 160 viviendas de 1, 2 o 3 dormitorios.